# Бели хора в Африка
Около 1% от населението на Африка е от европейски произход, като най-голям е делът му в:
- Габон: 11,8%
- Южна Африка 9,2%- 11%
- Ботсвана: 3%- 7%
- Намибия: 6%
- Екваториална Гвинея: 4%
- Есватини: 3%
- Мавриций: 2%
- Джибути: 2%

## История
- Апартейд

## Личности
- Ян Смутс
- Албер Камю
- Алън Пейтън
- Дейвид Ливингстън
- Джоди Шектър
- Джон Максуел Кутси
- Джон Роналд Руел Толкин
- Дорис Лесинг
- Кристиан Барнард
- Надин Гордимър
- Питер Бота
- Ричард Докинс
- Томас Шектър
- Фредерик де Клерк
- Шарлиз Терон
- Балтазар Йоханес Форстер